# Vieux-Manoir
Vieux-Manoir település Franciaországban, Seine-Maritime megyében. Lakosainak száma 770 fő (2022. január 1.). Vieux-Manoir Longuerue, La Rue-Saint-Pierre, Sainte-Croix-sur-Buchy, Saint-Germain-des-Essourts és Buchy községekkel határos.

## Népesség
A település népessége az elmúlt években az alábbi módon változott:
| Lakosok száma | 345  | 380  | 320  | 300  | 299  | 273  | 340  | 684  | 736  | 770  |
|               | 1793 | 1836 | 1861 | 1886 | 1911 | 1936 | 1975 | 2008 | 2017 | 2022 |